# Adagnesia vesiculiphora
Adagnesia vesiculiphora is een zakpijpensoort uit de familie van de Agneziidae. De wetenschappelijke naam van de soort is voor het eerst geldig gepubliceerd in 1982 door Nishikawa.